# روپن زارتاریان
روپن زارتاریان (به ارمنی: Ռուբէն Զարդարեան) (زادهٔ ۱۸۷۴ - درگذشتهٔ ۱۶ اوت ۱۹۱۵) نویسنده، مترجم، فعال سیاسی-اجتماعی و شاعر برجستهٔ اهل ارمنستان غربی بود.

## زندگی‌نامه
روپن زارتاریان در سن ۲ سالگی به همراه خانواده‌اش به خاربرت (harpurt) نقل مکان نمود. زارتاریان تحت آموزش هوهانس هارتونیان (تلگادینتسی) (۱۹۱۵–۱۸۶۰) نویسنده و مربی نامی قرار گرفت. در سال ۱۸۹۲ هنگامی که در مدرسهٔ خصوصی تدریس می‌نمود فعالیت ادبی خویش را آغاز نمود. در سال ۱۹۰۳ به ظن انقلابی بودن دستگیر شد اما بزودی آزاد شد و به مدیریت مدرسه‌ای در مانیسا برگزیده شد اما یک بار به زندان افتاد. زارتاریان و خانواده‌اش به پلوودیف (بلغارستان) فرار نمودند. در سال ۱۹۰۶ روزنامهٔ «Razmik» را بنیانگذاری نمود. در شامگاه ۲۴ آوریل ۱۹۱۵ توسط حکومت ترکان جوان دستگیر شد و پس از مدتی کوتاه به قتل رسید.

## نگارخانه

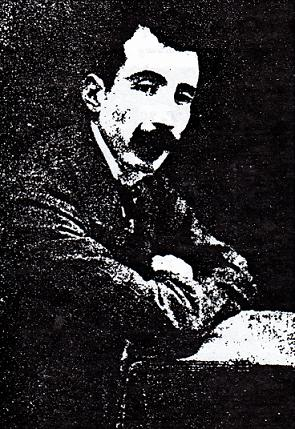
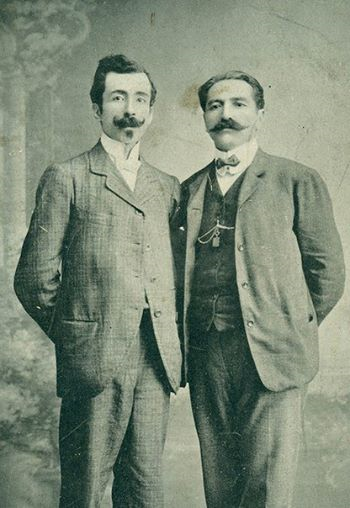
روپن زارتاریان و آندرانیک اوزانیان، ایروان ۱۹۱۵